# Ruyton-XI-Towns
Ruyton-XI-Towns est une paroisse civile et un village du Shropshire, en Angleterre.